# Sammii
Pour les articles ayant des titres homophones, voir Sami et Samie.
La gens Sammii ou Samii était une obscure famille plébéienne de rang équestre dans la Rome antique. Peu de membres de cette gens sont mentionnés dans l'histoire, mais un certain nombre sont connus par des inscriptions.

## Prénomina
Les principaux praenomina des Sammii étaient Lucius et Sextus, auxquels ils ajoutaient parfois d'autres noms communs, notamment Gaius, Titus et Quintus . Il existe également un exemple du rare praenomen Tertius, peut-être révélateur du lien de la famille avec la Gaule, où des praenomina inhabituelles étaient à la mode.

## Branches et cognomina
Il semble y avoir eu une grande famille de ce nom à Nemausus en Gaule Narbonnaise. Ils détenaient probablement un sacerdoce héréditaire, car plusieurs d'entre eux portent le titre de flamen ou flaminica . Certains d'entre eux portaient le cognomen Aper, faisant référence à un sanglier, et appartenant à une classe commune de noms de famille dérivés des noms d'animaux et d'objets familiers,.

## Membres
- Samia, enterré à Corduba en Hispania Baetica, âgé de cinquante et un ans[4].
- Samius, un eques à l'époque de Claude, chercha la protection de Publius Suillius Rufus, à un moment où Suillius poursuivait impitoyablement diverses personnes pour des offenses supposées contre l'empereur. Après avoir versé 400 000 sesterces à Suillius, Samius apprit que son conseiller était de mèche avec ses ennemis, et il tomba sur son épée dans la maison de Suillius, en 47 apr. J.-C. Ce fut l'un des événements qui conduisirent à la chute et au bannissement de Suillius[5].
- Samius, a construit un monument du IIe ou IIIe siècle à Acium en Sicile pour son fils, Ruber[6].
- Samius, nommé dans une inscription d'Ostie dans le Latium[7].
- Gaius Samius , nommé dans une inscription de Tegianum en Lucanie, datée entre 50 et 30 av. J.-C.[8]
- Lucius Samius, nommé dans une inscription de Rome[9].
- Lucius Sammius Aemilianus, Flamen de Pan en Gallia Narbonensis, avait également été préfet d'une cohorte de soldats espagnols. Il est nommé dans une inscription de Nemausus, avec son fils adoptif, Lucius Sammius Maternus, et Lucius Sammius Eutychus[10].
- Lucius Samius Agilis, a dédié un monument à Puteoli en Campanie à sa femme, Julia, âgée d'environ trente-huit ans[11].
- Sextus Sammius Aper, mécène de Sextus Sammius Macer, peut-être son affranchi, pour lequel il a dédié un monument à Rome[12].
- Sextus Sammius Aper, habitant de Nemausus enterré à Rome, avait été l'un des duumviri jure dicundo, prêtre, et préfet des vigiles[13].
- Sextus Sammius Apronianus, enterré à Nemausus, avec un monument de sa mère, Sammia Helpizusa [14].
- Sammia Charitus, a dédié un monument à Nemausus à son mari, Lucius Julius Onesimus[15].
- Samia Chloé, enterrée à Rome, âgée de vingt-cinq ans [16].
- Samia Clementina, nommée dans une inscription de Beneventum en Campanie [17]
- Sammius Connius, fils de Titus Sammius Tertiolus, scribe, et de Connia Conniola [18].
- Gaius Samius Crescens, soldat de la douzième cohorte urbaine, centurie de Maternus, enterré à Mutina en Étrurie, âgé de quarante-deux ans, ayant servi pendant vingt-neuf ans, avec un monument de son frère, Samius Fortis, datant du IIe siècle [19].
- Sammius Cycnus, a dédié une tombe à Aquilée en Vénétie et en Histrie à son fils adoptif, Sammius Sabinus[20].
- Sammia Emerita, a dédié des tombes à Sitifis en Mauretania Caesariensis à ses fils, Cornelius Noreius, âgé de seize ans, et Samalus Firmianus, âgé de cinquante-six ans[21],[22].
- Lucius Sammius Eutychus, nommé dans la même inscription de Nemausus avec Lucius Sammius Aemilianus et Lucius Sammius Maternus [10].
- Samius Fortis, soldat de la huitième cohorte de la garde prétorienne, a dédié un monument à Mutina à son frère, Gaius Samius Crescens [19].
- Sammia Helpizusa, a dédié un monument à Nemausus à son fils, Sextus Sammius Apronianus [14].
- Sammia Honorata, flaminica d'Auguste, fut enterrée à Rome, avec un monument de son cousin [23].
- Tertius Sammius Karus, questeur et décurion à Nemausus, enterré dans un sépulcre familial avec sa femme, Sammia Atica, et son fils, Lucius Hortentius [24].
- Sammia Lais, enterrée à Nemausus, avec un monument de son mari, Sextus Sammius Mercurialis [25].
- Sextus Sammius Macer, un affranchi, peut-être de Sextus Sammius Aper, son protecteur, qui a construit une tombe pour Macer à Rome [12].
- Lucius Sammius Maternus, fils adoptif de Lucius Sammius Aemilianus, nommé dans une inscription de Nemausus, avec Lucius Sammius Eutychus [10].
- Sextus Sammius Mercurialis, a dédié un monument à Nemausus à sa femme, Sammia Lais [25].
- Titus Sammius Passer, construit un tombeau à Tarnasicum en Noricum pour lui-même et sa femme, Eppaea Lucria [26].
- Lucius Sammius Perfectus, probablement enterré à Viminacium en Moesia Superior, avait désigné Mercator et Macedonis, peut-être ses affranchis, comme ses héritiers [27].
- Sammia Placentina, enterrée à Vienne en Gallia Narbonensis, dans la seconde moitié du IIe siècle, avec un monument de son mari [28].
- Sammius Primitivus  [28] .
- Samius ou Sammius Priscus, mentionné par Galien dans De Remediis Parabilibus[29].
- Sammius Sabinus, enterré à Aquilée, à l'âge de dix ans, avec un monument de son père adoptif, Sammius Cycnus [20].
- Sammia Sammiola, enterré à Bellicum en Gallia Lugdunensis [30].
- Sextus Sammius Satyrninus, a construit un sépulcre à Rome pour lui-même et sa famille [31].
- Sammia Secundina, flaminica d'Auguste à Nemausus [32].
- Quintus Sammius Secundus, l'un des quindecimviri sacris faciundis à Lugdunum en Gallia Lugdunensis en 160 apr. J.-C. [33].
- Sextus Sammius Servatianus, a construit un monument à Nemausus [34].
- Sammia Severina, flaminica d'Auguste à Nemausus, où elle fut enterrée avec un monument de son ami, Gaius Terentius Anicetus [35].
- Lucius Sammius Severus, enterré à Nemausus, dans une tombe construite par sa femme, Allia Rusticilla [36].
- Sextus Sammius Severus, centurion dans la première légion, avait été porte-drapeau pendant treize ans, et fut nommé centurion en 50 apr. J.-C. [37].
- Sammia Su[...], enterré à Lugdunum [38].
- Samia Tertia, une affranchie nommée dans une inscription de Rome [39].
- Titus Sammius Tertiolus, scribe du trésor public, enterré à Vienne, âgé de vingt-six ans, avec un monument de sa femme, Connia Conniola, et de son fils, Sammius Connius [18].
- Sammius Tertullinus, fit une offrande à Hercule à Aeclanum en Samnium, datant de la première moitié du IIIe siècle[40].
- Sammius Victor, centurion de la sixième légion, stationné en Grande-Bretagne [41].